# Automata I
Albums de Between the Buried and Me
Coma Ecliptic
(2015) Automata II
(2018)
Automata I est le huitième album studio du groupe de metal progressif américain Between the Buried and Me. Il est sorti le 9 mars 2018 sous le label Sumerian Records. C'est la première partie d'un double album, la seconde étant sortie le 13 juillet 2018.
Les deux parties ont été enregistrées à Winston-Salem en août et septembre 2017. À l'instar des précédents albums de Between the Buried and Me, Jamie King est chargé de la production.

## Liste des titres
| 1.    | Condemned to the Gallows     | 6:35  |
| 2.    | House Organ                  | 3:41  |
| 3.    | Yellow Eyes                  | 8:45  |
| 4.    | Millions                     | 4:43  |
| 5.    | Gold Distance (instrumental) | 1:02  |
| 6.    | Blot                         | 10:27 |
| 35:13 |                              |       |

## Crédits
| - Dan Briggs – basse - Blake Richardson – batterie - Tommy Giles Rogers – chant, clavier - Paul Waggoner – guitare - Dustie Waring – guitare | - Jamie King – Production, piano - Kris Hilbert – Piano, batterie additionnelle - Jens Bogren – Mixage - Kevin King – Production - Cameron MacManus – Trombone, Saxophone baryton - Jonathan Wiseman – Trompette |